# Islamabad United
Die Islamabad United sind eine Cricketmannschaft in Islamabad. Das Franchise spielt seit der Saison 2016 in der Pakistan Super League (PSL). Bisher konnten sie zwei Mal (2016, 2018) die Meisterschaft gewinnen.

## Geschichte
Die Mannschaft war als eine der Gründungsmitglieder Teams der PSL im Jahr 2016. Es wurde bei der Auktion der Franchises im Dezember 2015 für 1,6 Millionen US-Dollar pro Jahr für eine 10-jährige Laufzeit durch Leonine Global Sports erworben. In der darauf folgenden Spielerauktion sicherte sich das Team in der ersten Runde den Australier Shane Watson. In der ersten Saison hatten sie eine ausgeglichene Bilanz in der Vorrunde und qualifizierten sich für die Playoffs. Dort gelang ihnen zunächst ein Sieg gegen die Karachi Kings und dann in der Vorschlussrunde auch gegen die Peshawar Zalmi. Im Finale konnten sie sich dank starker Leistungen der Batsmen Dwayne Smith und Brad Haddin auch gegen die Quetta Gladiators mit 6 Wickets behaupten.
In der zweiten Saison im Jahr 2017 erzielten sie in der Vorrunde den vierten Platz und qualifizierten sich so für die Playoffs. Dort scheiterten sie mit 44 Runs an den Karachi Kings.
In der dritten Saison konnten sie sich in der Vorrunde mit 7 Siegen durchsetzen. Das Halbfinale gegen Karachi gewannen sie deutlich mit 8 Wickets und sicherten sich so den Einzug ins Finale. Dort standen sie Vorjahressieger Peshawar Zalmi gegenüber und dank guter Leistungen der Eröffnungs-Batsman Luke Ronchi und Sahibzada Farhan gelang ihnen der Gewinn des zweiten Titels.
In der vierten Saison 2019 belegte das Team mit einer ausgeglichenen Bilanz den dritten Platz in der Vorrunde. Im Halbfinale konnten sie die Karatschi Kings mit 4 Wickets schlagen und sich so für die Vorschlussrunde qualifizieren. Dort unterlagen sie mit 48 Runs gegen Reshawar.
Beim Draft für die neue Saison sicherte sich das Team als wichtigste Spieler die beiden Südafrikaner, Dale Steyn und Colin Ingram. Die fünfte Saison 2020 war die erste in der Islamabad es nicht gelang sich für die Playoffs zu qualifizieren. Sie konnten drei Siege erringen und schieden somit in der Vorrunde aus.

## Abschneiden in der PSL
Das Team schnitt in der PSL wie folgt ab:
| Jahr | Spiele | Siege | Niederlagen | No Result | Endplatzierung (Vorrunde) |
| ---- | ------ | ----- | ----------- | --------- | ------------------------- |
| 2016 | 8      | 4     | 4           | 0         | Sieger (3/5)              |
| 2017 | 8      | 4     | 4           | 0         | Viertelfinale (4/5)       |
| 2018 | 10     | 7     | 3           | 0         | Sieger (1/6)              |
| 2019 | 10     | 5     | 5           | 0         | Halbfinale (3/6)          |
| 2020 | 10     | 3     | 6           | 1         | Vorrunde (6/6)            |